# Peter Jona Korn
Peter Jona Korn (* 30. März 1922 in Berlin; † 12. Januar 1998 in München) war ein deutscher Musiker und Komponist.

## Leben
Peter Jona Korn kam durch seine singende und Violine spielende Mutter bereits in früher Kindheit zur Musik. Als Achtjähriger schrieb er erste Kompositionen auf und als Zehnjähriger wirkte er am Klavier und Cembalo in Radioprogrammen mit. Er sang als Knabensopran die zweite Besetzung in der Pariser Erstaufführung von Bertolt Brechts und Kurt Weills Der Jasager und erhielt ersten Kompositionsunterricht in der Begabtenklasse der Berliner Hochschule für Musik. 1933 emigrierte er zunächst nach London, wo er Unterricht an der Beltane School bei Edmund Rubbra erhielt, der ihn an die zeitgenössische Musik heranführte und von dem er u. a. die Musik seines künftig großen Vorbilds Ralph Vaughan Williams kennenlernte. Nach einem aufgrund der Olympischen Spiele politisch möglichen kurzen Besuch in Berlin 1936 ging er nach Palästina und setzte dort seine Ausbildung am Jerusalem Conservatory (heute Jerusalem Academy of Music and Dance) fort, wo Stefan Wolpe sein Lehrer und väterlicher Freund wurde. Mit seiner Mutter und seiner Schwester (der Vater war 1940 gestorben) kam Korn 1941 nach Los Angeles, wo er in den folgenden Jahren an der University of California at Los Angeles und an der University of Southern California studierte. Zu seinen Lehrern hier zählten ebenso wie er zur Emigration vor dem in Deutschland bzw. Österreich mittlerweile herrschenden Naziregime gezwungene Persönlichkeiten wie Arnold Schönberg, Ernst Toch, Hanns Eisler und Miklós Rózsa. 1948 gründe Korn The New Orchestra of Los Angeles, als dessen Dirigent er u. a. 1955 Anton Bruckners 6. Symphonie zur US-amerikanischen Erstaufführung brachte und eigene Werke leitete. 1951 heiratete er die Pianistin Barbara Sheldon, 1952 wurde die Tochter Heidi geboren, 1960 der Sohn Anthony.
Nach einem kurzen Berlin-Besuch 1953, kehrte Korn 1957 als Stipendiat der Beebe-Stiftung als Dirigent nach Europa zurück. Er hielt Vorträge, wohnte kurze Zeit in der Schweiz und Österreich und übernahm 1960 eine Kompositionsklasse am Trapp’schen Konservatorium der Musik in München. Nach einem neuerlichen Aufenthalt in den USA und einer Gastprofessur an der University of California übersiedelte er 1965 vorerst zurück nach Deutschland, wo er nun fast drei Jahrzehnte sesshaft blieb. 1967 bis 1987 war er Direktor des Richard-Strauss-Konservatoriums in München. Auf seine Initiative hin wurde das Konservatorium im Kulturzentrum Gasteig etabliert, damit die Studenten praxisnah am Kulturgeschehen teilhaben können sollten. 1994 übersiedelte Korn vorübergehend neuerlich in die USA, wo er sich bei seiner Tochter in Oregon niederließ.
Korn wirkte in zahlreichen öffentlichen Funktionen, so als Vorsitzender des Verbandes Münchner Tonkünstler, als Vizepräsident des Deutschen Komponistenverbandes, im Fernsehrat des ZDF, im Aufsichtsrat der GEMA und als stellvertretender Vorsitzender der Richard-Strauss-Gesellschaft sowie der Orff-Schulwerk Gesellschaft. In Anerkennung seines Schaffens erhielt er u. a. den Musikpreis der Stadt München (1968) und den Bayerischen Verdienstorden (1984). In späteren Jahren war er Ehrenmitglied der GEMA, des Deutschen Komponistenverbandes und des Verbandes Münchner Tonkünstler. Peter Jona Korns Nachlass befindet sich in der Bayerischen Staatsbibliothek.

## Werke (Auswahl)

### Oper
- Heidi in Frankfurt. Oper in drei Akten nach Johanna Spyri op. 35 (1961–63)

### Kantate
- München – Ein Lobspruch der fürstlichen Stadt. Kantate nach Hans Sachs für Solisten, Chor und Orchester op. 68 (1979)
- Der Psalm vom Mut. Kantate nach Lion Feuchtwanger für Bariton, Chor und Orchester op. 75 (1983)

### Orchester
- Symphonie Nr. 1 op. 3 (1941–46; rev. 1977)
- Last Greeting für Streichorchester o. op. (1945)
- Idyllwild. Konzertouvertüre op. 4 (1947; rev. 1957)
- Tom Paine Overture op. 9 (1949/50; rev. 1985)
- Symphonie Nr. 2 op. 13 (1950; rev. 1983)
- In medias res. Konzertouvertüre op. 21 (1953)
- Variationen über ein Lied aus der Bettleroper op. 26 (1954/55)
- Symphonie Nr. 3 op. 30 (1956; rev. 1969)
- Berolina Suite. (Versuch einer modernen Unterhaltungsmusik) für kleines Orchester op. 34 (1959)
- Toccata op. 42a (1966)
- Exorzismus eines Liszt-Fragments op. 44 (1966–68)
- Beckmesser-Variationen über Themen aus Richard Wagners „Die Meistersinger von Nürnberg“  op. 64
- Salute to the Lone Wolves. Symphonie für Blasorchester op. 69 (1980)
- Symphonie Nr. 4 „Ahasver“  op. 91 (1989/90)

### Soloinstrument(e) und Orchester
- Rhapsodie für Oboe und Streichorchester op. 14 (1951)
- Konzert für Altsaxophon und Orchester op. 31 (1956; rev. 1982)
- Konzert für Violine und Orchester op. 39 (1964/65)
- Morgenmusik für Trompete und Streichorchester op. 54 (1973)
- Bei Nacht im Dorf der Wächter rief. Rhapsodie nach einem Gedicht von Eduard Mörike für Oboe, Horn und Streichorchester op. 63a (1977; rev. 1988)
- Konzert für Trompete und Orchester op. 67 (1979)
- Romanza concertante über ein Thema von Michael Haydn für Oboe und kleines Orchester op. 84 (1987)
- Concerto classico für Cembalo oder Akkordeon und Orchester op. 85 (1988)

### Duo, Kammermusik
- Sonate für Oboe und Klavier op. 7 (1949)
- Streichquartett Nr. 1 op. 10 (1949/50)
- Serenade für vier Hörner op. 33 (1957)
- Streichquartett Nr. 2 op. 36 (1963)
- Klaviertrio op. 56 (1975)
- Bläseroktett op. 58 (1976)
- Trio für Klarinette, Violoncello und Klavier op. 96 (1993)

### Instrument solo
- Piano Sonata op. 25 (1954)
- Turandot-Variationen über ein Thema von Carl Maria von Weber für Klavier op. 53 (1973)
- Hommage à trois pères. Symphonie für Orgel op. 79 (1986)
- Rhapsodie für Orgel op. 82 (1986)
- Fünf Klavierstücke op. 94 (1992)

### Chor
- Three Scottish Epitaphs nach Gedichten von Robert Burns für gemischten Chor a cappella op. 27 (1955)
- Three Songs of Autumn nach Gedichten von Basil Swift für gemischten Chor a cappella op. 38 (1964)
- Kleiner Tiergarten nach Gedichten von Christian Morgenstern für gemischten Chor a cappella op. 80 (1985)

### Lied
- Boten des Herbstes. Drei Lieder nach Gedichten von Arnold Krieger op. 47
- Wir sind die Letzten. Vier Lieder nach Gedichten von Hans Sahl op. 98 (1994)

## Schriften
- Musikalische Umweltverschmutzung. Polemische Variationen über ein unerquickliches Thema. Breitkopf & Härtel, Wiesbaden 1975, ISBN 978-3-7651-0085-7 (80 S.).